# Liga de Campeones de la CAF 2018
La Liga de Campeones de la CAF del 2018 (oficialmente Total Liga de Campeones de la CAF por razones de patrocinio) fue la 54.ª edición del torneo de fútbol de club más importante de África, organizada por la Confederación Africana de Fútbol (CAF) y la 22.ª edición bajo el actual formato de Liga de Campeones de la CAF.
El campeón clasificó como representante de la CAF para la Copa Mundial de Clubes de la FIFA 2018 a disputarse en Emiratos Árabes Unidos, además de disputar la Supercopa de la CAF 2019 contra el campeón de la Copa Confederación de la CAF 2018.

## Distribución de cupos por asociación
Las 56 asociaciones miembros de la CAF pueden participar en la Liga de Campeones de la CAF. Las 12 primeras asociaciones posicionadas según el Ranking CAF de 5 años podrán clasificar a dos equipos en la competición. El defensor del título también podrá participar, en caso de no haber obtenido el cupo en su respectiva liga. Así, en teoría, un máximo de 69 equipos podría entrar en el torneo, aunque nunca se ha alcanzado esta cantidad.
Para la Liga de Campeones de la CAF 2018, la CAF utiliza el Ranking CAF de 5 años, en el período 2012–2016, que calcula puntos para cada asociación participante basado en el rendimiento de sus clubes durante esos 5 años en la Liga de campeones de la CAF y la Copa Confederación de la CAF. Los criterios de puntos son los siguientes:
|                          | Liga de Campeones de la CAF | Copa Confederación de la CAF |
| ------------------------ | --------------------------- | ---------------------------- |
| Ganador                  | 5 puntos                    | 4 puntos                     |
| Subcampeón               | 4 puntos                    | 3 puntos                     |
| Semifinalistas           | 3 puntos                    | 2 puntos                     |
| 3.er lugar en los grupos | 2 puntos                    | 1 punto                      |
| 4.º lugar en los grupos  | 1 punto                     | 1 punto                      |

Los puntos son multiplicados por un coeficiente acorde al año:
- 2016 – 5
- 2015 – 4
- 2014 – 3
- 2013 – 2
- 2012 – 1

## Equipos
Los siguientes 59 equipos de 47 asociaciones participaron en la competencia:
- Los equipos en negrita pasaron automáticamente a la primera ronda.
- Los otros equipos ingresaron a la ronda preliminar.

Las asociaciones se muestran de acuerdo con su ranking de 5 años de la CAF 2012-2016. Aquéllas con un puntaje de clasificación tienen su rango y puntaje indicados.
| Asociación                                  | Equipo                                      | Método de clasificación                                                                           |
| Asociaciones con dos equipos (Ranking 1–12) | Asociaciones con dos equipos (Ranking 1–12) | Asociaciones con dos equipos (Ranking 1–12)                                                       |
| ------------------------------------------- | ------------------------------------------- | ------------------------------------------------------------------------------------------------- |
| Egipto (1.º – 85 pts)                       | Al-Ahly                                     | Campeón de la Liga Premier de Egipto 2016-17                                                      |
| Egipto (1.º – 85 pts)                       | Misr Lel-Makkasa                            | Subcampeón de la Liga Premier de Egipto 2016-17                                                   |
| Túnez (2.º – 76 pts)                        | Espérance de Tunis                          | Campeón del Championnat de Ligue Profesionelle 1 2016–17                                          |
| Túnez (2.º – 76 pts)                        | Étoile du Sahel                             | Subcampeón del Championnat de Ligue Profesionelle 1 2016–17                                       |
| RD del Congo (3.º – 70 pts)                 | TP Mazembe                                  | Campeón de la Linafoot 2016–17                                                                    |
| RD del Congo (3.º – 70 pts)                 | AS Vita Club                                | Subcampeón de la Linafoot 2016–17                                                                 |
| Argelia (4.º – 62 pts)                      | ES Sétif                                    | Campeón del Championnat National de Première Division 2016–17                                     |
| Argelia (4.º – 62 pts)                      | MC Alger                                    | Subcampeón del Championnat National de Première Division 2016–17                                  |
| Sudáfrica (5.º – 45 pts)                    | Bidvest Wits                                | Campeón de la Premier Soccer League 2016-17                                                       |
| Sudáfrica (5.º – 45 pts)                    | Mamelodi Sundowns                           | Subcampeón de la Premier Soccer League 2016-17                                                    |
| Marruecos (6.º – 41 pts)                    | Wydad Casablanca                            | Defensor del título (ganador de la Liga de Campeones de la CAF 2017) Campeón de la Botola 2016-17 |
| Marruecos (6.º – 41 pts)                    | Difaa El Jadida                             | Subcampeón de la Botola 2016-17                                                                   |
| Sudán (7.º – 35 pts)                        | Al-Hilal                                    | Campeón de la Primera División de Sudán 2017                                                      |
| Sudán (7.º – 35 pts)                        | Al-Merrikh                                  | Subcampeón de la Primera División de Sudán 2017                                                   |
| Costa de Marfil (8.º – 21 pts)              | ASEC Mimosas                                | Campeón de la Ligue 1 de Côte d'Ivoire 2016–17                                                    |
| Costa de Marfil (8.º – 21 pts)              | Williamsville AC                            | Subcampeón de la Ligue 1 de Côte d'Ivoire 2016–17                                                 |
| Zambia (9.º – 18 pts)                       | ZESCO United                                | Campeón de la Primera División de Zambia 2017                                                     |
| Zambia (9.º – 18 pts)                       | Zanaco                                      | Subcampeón de la Primera División de Zambia 2017                                                  |
| Congo (10.º – 16 pts)                       | AC Léopards                                 | Campeón de la Primera División del Congo 2017                                                     |
| Congo (10.º – 16 pts)                       | AS Otôho                                    | Subcampeón de la Primera División del Congo 2017                                                  |
| Malí (11.º – 15 pts)                        | Stade Malien                                | Campeón de la Primera División de Malí 20161                                                      |
| Malí (11.º – 15 pts)                        | AS Real Bamako                              | Subcampeón de la Primera División de Malí 20161                                                   |
| Nigeria (12.º – 13 pts)                     | Plateau United                              | Campeón de la Liga Premier de Nigeria 2017                                                        |
| Nigeria (12.º – 13 pts)                     | MFM                                         | Subcampeón de la Liga Premier de Nigeria 2017                                                     |
| Asociaciones con un equipo                  |                                             |                                                                                                   |
| Camerún (13.º – 12 pts)                     | Eding Sport                                 | Campeón de la Primera División de Camerún 2017                                                    |
| Libia (14.º – 8 pts)                        | Al-Tahaddy                                  | Campeón de la Liga Premier de Libia 2017                                                          |
| Ghana (15.º – 7 pts)                        | Aduana Stars                                | Campeón de la Liga Premier de Ghana 2017                                                          |
| Tanzania (16.º – 5 pts)                     | Young Africans                              | Campeón de la Liga tanzana de fútbol 2016–17                                                      |
| Angola (17.º – 3 pts)                       | Primero de Agosto                           | Campeón de la Girabola 2017                                                                       |
| Etiopía (18.º – 2 pts)                      | Saint George                                | Campeón de la Liga etíope de fútbol 2016–17                                                       |
| Benín                                       | Buffles du Borgou                           | Campeón de la Premier League de Benín 2017                                                        |
| Botsuana                                    | Township Rollers                            | Campeón de la Liga Premier de Botsuana 2016–17                                                    |
| Burkina Faso                                | Rail Club du Kadiogo                        | Campeón de la Primera División de Burkina Faso 2016–17                                            |
| Burundi                                     | LLB Académic FC                             | Campeón de la Primera División de Burundi 2016–17                                                 |
| República Centroafricana                    | Olympic Real de Bangui                      | Campeón del Campeonato de fútbol de la República Centroafricana 2016–17                           |
| Comoras                                     | Ngaya Club                                  | Campeón de la Primera División de las Comoras 2017                                                |
| Guinea Ecuatorial                           | Leones Vegetarianos                         | Campeón de la Primera División de Guinea Ecuatorial 2017                                          |
| Gabón                                       | CF Mounana                                  | Campeón de la Primera División de Gabón 2016–17                                                   |
| Gambia                                      | Armed Forces                                | Campeón de la Liga de fútbol de Gambia 2016–17                                                    |
| Guinea                                      | Horoya                                      | Campeón de la Campeonato Nacional de Guinea 2016–17                                               |
| Guinea-Bisáu                                | Sport Bissau e Benfica                      | Campeón del Campeonato Nacional de Guinea-Bisáu 2016–17                                           |
| Kenia                                       | Gor Mahia                                   | Campeón de la Liga Keniana de Fútbol 2017                                                         |
| Lesoto                                      | Bantu                                       | Campeón de la Primera División de Lesoto 2016–17                                                  |
| Liberia                                     | LISCR                                       | Campeón de la Premier League de Liberia 2016–17                                                   |
| Madagascar                                  | CNaPS Sport                                 | Campeón del Campeonato malgache de fútbol 2017                                                    |
| Malaui                                      | Mighty Wanderers                            | Campeón de la Super Liga de Malaui 2017                                                           |
| Mauritania                                  | ASAC Concorde                               | Campeón de la Liga mauritana de fútbol 2016–17                                                    |
| Mauricio                                    | Pamplemousses                               | Campeón de la Liga Premier de las islas Mauricio 2016–17                                          |
| Mozambique                                  | UD Songo                                    | Campeón del Campeonato mozambiqueño de fútbol 2017                                                |
| Níger                                       | AS FAN                                      | Campeón de la Primera División de Níger 2016–17                                                   |
| Ruanda                                      | Rayon Sports                                | Campeón de la Primera División de Ruanda 2016–17                                                  |
| Senegal                                     | Génération Foot                             | Campeón de la Liga senegalesa de fútbol 2016–17                                                   |
| Seychelles                                  | Saint Louis Suns United                     | Campeón de la Campeonato seychelense de fútbol 2017                                               |
| Sudán del Sur                               | Wau Salaam                                  | Campeón de la Liga Premier de Sudán del Sur 2017                                                  |
| Suazilandia                                 | Mbabane Swallows                            | Campeón de la Premier League de Suazilandia 2016–17                                               |
| Togo                                        | AS Togo-Port                                | Campeón de la Campeonato nacional de Togo 2016–17                                                 |
| Uganda                                      | KCCA                                        | Campeón de la Liga Premier de Uganda 2016–17                                                      |
| Zanzíbar                                    | JKU                                         | Campeón de la Primera División de Zanzíbar 2016–17                                                |
| Zimbabue                                    | FC Platinum                                 | Campeón de la Liga Premier de Zimbabue 2017                                                       |

| - Cabo Verde - Chad - Yibuti - Eritrea - Namibia - Reunión - Santo Tomé y Príncipe - Sierra Leona - Somalia |

Notas

## Calendario
El calendario de la competencia es el siguiente (partidos programados a mitad de semana en cursiva). Las regulaciones se han modificado con un sorteo adicional antes de los cuartos de final.
| Fase           | Ronda            | Fecha de sorteo                            | Ida                         | Vuelta                      |
| -------------- | ---------------- | ------------------------------------------ | --------------------------- | --------------------------- |
| Clasificación  | Ronda preliminar | 13 de diciembre de 2017 (El Cairo, Egipto) | 9–11 de febrero de 2018     | 20–21 de febrero de 2018    |
| Clasificación  | Primera ronda    | 13 de diciembre de 2017 (El Cairo, Egipto) | 6–7 de marzo de 2018        | 16–18 de marzo de 2018      |
| Fase de grupos | Jornada 1        | 21 de marzo de 2018 (El Cairo, Egipto)     | 4–6 de mayo de 2018         | 4–6 de mayo de 2018         |
| Fase de grupos | Jornada 2        | 21 de marzo de 2018 (El Cairo, Egipto)     | 15–16 de mayo de 2018       | 15–16 de mayo de 2018       |
| Fase de grupos | Jornada 3        | 21 de marzo de 2018 (El Cairo, Egipto)     | 17–18 de julio de 2018      | 17–18 de julio de 2018      |
| Fase de grupos | Jornada 4        | 21 de marzo de 2018 (El Cairo, Egipto)     | 27–29 de julio de 2018      | 27–29 de julio de 2018      |
| Fase de grupos | Jornada 5        | 21 de marzo de 2018 (El Cairo, Egipto)     | 17–19 de agosto de 2018     | 17–19 de agosto de 2018     |
| Fase de grupos | Jornada 6        | 21 de marzo de 2018 (El Cairo, Egipto)     | 28–29 de agosto de 2018     | 28–29 de agosto de 2018     |
| Fase final     | Cuartos de final | 3 de septiembre de 2018 (El Cairo, Egipto) | 14–16 de septiembre de 2018 | 21–23 de septiembre de 2018 |
| Fase final     | Semifinales      | 3 de septiembre de 2018 (El Cairo, Egipto) | 2–3 de octubre de 2018      | 23–24 de octubre de 2018    |
| Fase final     | Final            | 3 de septiembre de 2018 (El Cairo, Egipto) | 2–4 de noviembre de 2018    | 9–11 de noviembre de 2018   |

## Rondas de clasificación
El sorteo de la ronda preliminar y la primera ronda se celebró el 13 de diciembre de 2017 en la sede de la CAF en El Cairo, Egipto.
En las rondas clasificatorias, cada eliminatoria se juega a ida y vuelta. En caso de igualdad en el total de goles, se aplicará la regla del gol de visitante y, si aún persiste el empate, no se realizará prórroga y se realizará una tanda de penales para determinar el ganador. (Reglamentos III. 13 y 14).

### Ronda preliminar
| Equipo 1             | Agr.        | Equipo 2                | Ida  | Vuelta |
| -------------------- | ----------- | ----------------------- | ---- | ------ |
| Saint George         | w/o         | Al-Salam Wau            | —    | —      |
| CNaPS Sport          | 2–2 (a)     | KCCA                    | 2–1  | 0–1    |
| Zanaco               | 6–1         | Armed Forces            | 3–0  | 3–1    |
| Bantu                | 5–5 (a)     | Mbabane Swallows        | 2–4  | 3–1    |
| Stade Malien         | 1–2         | Williamsville AC        | 1–1  | 0–1    |
| Al-Tahaddy Benghazi  | 1–2         | Aduana Stars            | 1–0  | 0–2    |
| ES Sétif             | 6–0         | Olympic Real de Bangui  | 6–0  | 0–0    |
| Rail Club du Kadiogo | 1–2         | CF Mounana              | 1–0  | 0–2    |
| AS Real Bamako       | 1–2         | MFM                     | 1–1  | 0–1    |
| AS Otôho             | 2–9         | MC Alger                | 2–0  | 0–9    |
| AS FAN               | 1–3         | Horoya                  | 1–3  | 0–0    |
| Génération Foot      | 2–0         | Misr Lel-Makkasa        | 2–0  | 0–0    |
| Young Africans       | 2–1         | Saint Louis Suns United | 1–0  | 1–1    |
| Township Rollers     | 4–2         | Al-Merrikh              | 3–0  | 1–2    |
| Gor Mahia            | 3–1         | Leones Vegetarianos     | 2–0  | 1–1    |
| ASAC Concorde        | 1–6         | Espérance de Tunis      | 1–1  | 0–5    |
| Plateau United       | 4–0         | Eding Sport             | 3–0  | 1–0    |
| AC Léopards          | 3–3 (3–4 p) | AS Togo-Port            | 2–1  | 1–2    |
| LISCR                | 1–3         | Al-Hilal                | 1–0  | 0–3    |
| JKU                  | 0–7         | ZESCO United            | 0–0  | 0–7    |
| Buffles du Borgou    | 3–4         | ASEC Mimosas            | 1–1  | 2–3    |
| Ngaya Club           | 1–3         | UD Songo                | 1–1  | 0–2    |
| Difaa El Jadida      | 10–0        | Sport Bissau e Benfica  | 10–0 | 0–0    |
| AS Vita Club         | 6–1         | Mighty Wanderers        | 4–0  | 2–1    |
| 1º de Agosto         | 5–1         | FC Platinum             | 3–0  | 2–1    |
| Bidvest Wits         | 2–1         | Pamplemousses           | 2–0  | 0–1    |
| Rayon Sports         | 2–1         | LLB Académic            | 1–1  | 1–0    |

Notas:
1. ↑  Saint George clasificó a la siguiente ronda luego de que el Al-Salam Wau no se presentara al partido de ida.[11]

### Primera ronda
| Equipo 1         | Agr.        | Equipo 2           | Ida | Vuelta |
| ---------------- | ----------- | ------------------ | --- | ------ |
| Saint George     | 0–1         | KCCA               | 0–0 | 0–1    |
| Zanaco           | 1–3         | Mbabane Swallows   | 1–2 | 0–1    |
| Wydad Casablanca | 7–4         | Williamsville AC   | 7–2 | 0–2    |
| Aduana Stars     | 1–4         | ES Sétif           | 1–0 | 0–4    |
| Al-Ahly          | 7–1         | CF Mounana         | 4–0 | 3–1    |
| MFM              | 2–7         | MC Alger           | 2–1 | 0–6    |
| Horoya           | 4–1         | Génération Foot    | 2–1 | 2–0    |
| Young Africans   | 1–2         | Township Rollers   | 1–2 | 0–0    |
| Gor Mahia        | 0–1         | Espérance de Tunis | 0–0 | 0–1    |
| Étoile du Sahel  | 4–3         | Plateau United     | 4–2 | 0–1    |
| AS Togo-Port     | 3–3 (a)     | Al-Hilal           | 2–0 | 1–3    |
| ZESCO United     | 2–2 (a)     | ASEC Mimosas       | 0–1 | 2–1    |
| TP Mazembe       | 4–3         | UD Songo           | 4–0 | 0–3    |
| Difaa El Jadida  | 3–2         | AS Vita Club       | 1–0 | 2–2    |
| 1º de Agosto     | 1–1 (3–2 p) | Bidvest Wits       | 1–0 | 0–1    |
| Rayon Sports     | 0–2         | Mamelodi Sundowns  | 0–0 | 0–2    |

## Fase de grupos
El sorteo de la fase de grupos se celebró el 21 de marzo de 2018, en el Hotel Ritz Carlton de la ciudad de El Cairo, Egipto. Los 16 equipos, fueron divididos en cuatro bombos de acuerdo a sus actuaciones en las competiciones de la CAF durante las cinco temporadas anteriores (los puntos del Ranking CAF de 5 años se muestran entre paréntesis). Se sortearon en cuatro grupos de cuatro integrantes, que contenían un equipo de cada uno de los Bombos 1, Bombo 2, Bombo 3 y Bombo 4.  En cada grupo se juega un liguilla, el ganador y segundo ubicado de cada grupo, avanza a la Fase Final.
| Bombo  | Bombo 1                                                                                 | Bombo 2                                                                                            | Bombo 3                                                                        | Bombo 4                                                         |
| ------ | --------------------------------------------------------------------------------------- | -------------------------------------------------------------------------------------------------- | ------------------------------------------------------------------------------ | --------------------------------------------------------------- |
| Clubes | TP Mazembe (75 pts) Al-Ahly (58 pts) Étoile du Sahel (49 pts) Wydad Casablanca (46 pts) | Mamelodi Sundowns (39 pts) ZESCO United (26 pts) Espérance de Tunis (24.5 pts) ES Sétif (18.5 pts) | MC Alger (10 pts) KCCA (5 pts) Horoya Conakri (5 pts) Mbabane Swallows (5 pts) | Primero de Agosto Township Rollers Difaa El Jadida AS Togo-Port |

| Criterio de desempate |
| --- |
| Los equipos son ubicados acorde al sistema de puntos (3 puntos para una victoria, 1 punto para un empate, 0 puntos para una derrota). Si están empatados en puntos, los criterios de desempate son aplicados en el orden siguiente: 1. Número de puntos obtenidos en los juegos entre los equipos involucrados; 2. Diferencia de goles en los juegos entre los equipos involucrados; 3. Goles marcados en los juegos entre los equipos involucrados; 4. Gol visitante marcados los juegos entre los equipos involucrados; 5. Si después de aplicar los criterios 1 a 4 a varios equipos, dos equipos continúan igualados, entonces los criterios 1 a 4 se vuelve a aplicar exclusivamente a los partidos entre los dos equipos en cuestión para determinar su clasificación final. Si este procedimiento no conduce a una decisión, aplicarán criterios 6 a 9; 6. Gol diferencia en todos los juegos; 7. Goles marcados en todos los juegos; 8. Goles de visita marcados en todos los juegos; 9. Sorteo. |

### Grupo A
| Pos. | Equipo             | Pts. | PJ | G | E | P | GF | GC | Dif. | Clasificación    |
| ---- | ------------------ | ---- | -- | - | - | - | -- | -- | ---- | ---------------- |
| 1    | Al-Ahly            | 13   | 6  | 4 | 1 | 1 | 9  | 5  | +4   | Cuartos de final |
| 2    | Espérance de Tunis | 11   | 6  | 3 | 2 | 1 | 8  | 4  | +4   | Cuartos de final |
| 3    | KCCA               | 6    | 6  | 2 | 0 | 4 | 8  | 9  | −1   |                  |
| 4    | Township Rollers   | 4    | 6  | 1 | 1 | 4 | 2  | 9  | −7   |                  |

 Fuente: CAF
| \| Fecha \| Estadio (Ciudad) \| Local \| Resultado \| Visitante \| \| -------------------- \| ----------------------------------------- \| ------------------ \| --------- \| ------------------ \| \| 4 de mayo de 2018 \| Estadio Borg El Arab (Alejandría) \| Al-Ahly \| 0 - 0 \| Espérance de Tunis \| \| 4 de mayo de 2018 \| Estadio Nacional de Botsuana (Gaborone) \| Township Rollers \| 1 - 0 \| KCCA \| \| 15 de mayo de 2018 \| Estadio Nacional Nelson Mandela (Kampala) \| KCCA \| 2 - 0 \| Al-Ahly \| \| 15 de mayo de 2018 \| Stade Olympique de Radès (Túnez) \| Espérance de Tunis \| 4 - 1 \| Township Rollers \| \| 17 de julio de 2018 \| Stade Olympique de Radès (Túnez) \| Espérance de Tunis \| 3 - 2 \| KCCA \| \| 17 de julio de 2018 \| Estadio Borg El Arab (Alejandría) \| Al-Ahly \| 3 - 0 \| Twnship Rollers \| \| 28 de julio de 2018 \| Estadio Nacional Nelson Mandela (Kampala) \| KCCA \| 0 - 1 \| Espérance de Tunis \| \| 28 de julio de 2018 \| Estadio Nacional de Botsuana (Gaborone) \| Township Rollers \| 0 - 1 \| Al-Ahly \| \| 16 de agosto de 2018 \| Estadio Nacional Nelson Mandela (Kampala) \| KCCA \| 1 - 0 \| Township Rollers \| \| 16 de agosto de 2018 \| Stade Olympique de Radès (Túnez) \| Espérance de Tunis \| 0 - 1 \| Al-Ahly \| \| 27 de agosto de 2018 \| Estadio Nacional de Botsuana (Gaborone) \| Township Rollers \| 0 - 0 \| Espérance de Tunis \| \| 27 de agosto de 2018 \| Estadio Borg El Arab (Alejandría) \| Al-Ahly \| 4 - 3 \| KCCA \| |                                           |                    |           |                    |
| Fecha | Estadio (Ciudad)                          | Local              | Resultado | Visitante          |
| 4 de mayo de 2018 | Estadio Borg El Arab (Alejandría)         | Al-Ahly            | 0 - 0     | Espérance de Tunis |
| 4 de mayo de 2018 | Estadio Nacional de Botsuana (Gaborone)   | Township Rollers   | 1 - 0     | KCCA               |
| 15 de mayo de 2018 | Estadio Nacional Nelson Mandela (Kampala) | KCCA               | 2 - 0     | Al-Ahly            |
| 15 de mayo de 2018 | Stade Olympique de Radès (Túnez)          | Espérance de Tunis | 4 - 1     | Township Rollers   |
| 17 de julio de 2018 | Stade Olympique de Radès (Túnez)          | Espérance de Tunis | 3 - 2     | KCCA               |
| 17 de julio de 2018 | Estadio Borg El Arab (Alejandría)         | Al-Ahly            | 3 - 0     | Twnship Rollers    |
| 28 de julio de 2018 | Estadio Nacional Nelson Mandela (Kampala) | KCCA               | 0 - 1     | Espérance de Tunis |
| 28 de julio de 2018 | Estadio Nacional de Botsuana (Gaborone)   | Township Rollers   | 0 - 1     | Al-Ahly            |
| 16 de agosto de 2018 | Estadio Nacional Nelson Mandela (Kampala) | KCCA               | 1 - 0     | Township Rollers   |
| 16 de agosto de 2018 | Stade Olympique de Radès (Túnez)          | Espérance de Tunis | 0 - 1     | Al-Ahly            |
| 27 de agosto de 2018 | Estadio Nacional de Botsuana (Gaborone)   | Township Rollers   | 0 - 0     | Espérance de Tunis |
| 27 de agosto de 2018 | Estadio Borg El Arab (Alejandría)         | Al-Ahly            | 4 - 3     | KCCA               |

### Grupo B
| Pos. | Equipo          | Pts. | PJ | G | E | P | GF | GC | Dif. | Clasificación    |
| ---- | --------------- | ---- | -- | - | - | - | -- | -- | ---- | ---------------- |
| 1    | Mazembe         | 12   | 6  | 3 | 3 | 0 | 10 | 4  | +6   | Cuartos de final |
| 2    | Sétif           | 8    | 6  | 2 | 2 | 2 | 7  | 9  | −2   | Cuartos de final |
| 3    | Difaa El Jadida | 6    | 6  | 1 | 3 | 2 | 6  | 7  | −1   |                  |
| 4    | MC Alger        | 5    | 6  | 1 | 2 | 3 | 4  | 7  | −3   |                  |

 Fuente: CAF
| \| Fecha \| Estadio (Ciudad) \| Local \| Resultado \| Visitante \| \| -------------------- \| ---------------------------------- \| --------------- \| --------- \| --------------- \| \| 4 de mayo de 2018 \| Estadio 5 de julio de 1962 (Argel) \| MC Alger \| 1 - 1 \| Difaa El Jadida \| \| 5 de mayo de 2018 \| Stade TP Mazembe (Lubumbashi) \| TP Mazembe \| 4 - 1 \| ES Sétif \| \| 15 de mayo de 2018 \| Stade El Abdi (El Jadida) \| Difaa El Jadida \| 0 - 2 \| TP Mazembe \| \| 15 de mayo de 2018 \| Estadio 8 de mayo de 1945 (Sétif) \| ES Sétif \| 0 - 1 \| MC Alger \| \| 17 de julio de 2018 \| Stade TP Mazembe (Lubumbashi) \| TP Mazembe \| 1 - 0 \| MC Alger \| \| 17 de julio de 2018 \| Estadio 8 de mayo de 1945 (Sétif) \| ES Sétif \| 2 - 1 \| Difaa El Jadida \| \| 26 de julio de 2018 \| Estadio 5 de julio de 1962 (Argel) \| MC Alger \| 1 - 1 \| TP Mazembe \| \| 26 de julio de 2018 \| Stade El Abdi (El Jadida) \| Difaa El Jadida \| 1 - 1 \| ES Sétif \| \| 16 de agosto de 2018 \| Stade El Abdi (El Jadida) \| Difaa El Jadida \| 2 - 0 \| MC Alger \| \| 16 de agosto de 2018 \| Estadio 8 de mayo de 1945 (Sétif) \| ES Sétif \| 1 - 1 \| TP Mazembe \| \| 27 de agosto de 2018 \| Estadio 5 de julio de 1962 (Argel) \| MC Alger \| 1 - 2 \| ES Sétif \| \| 27 de agosto de 2018 \| Stade TP Mazembe (Lubumbashi) \| TP Mazembe \| 1 - 1 \| Difaa El Jadida \| |                                    |                 |           |                 |
| Fecha | Estadio (Ciudad)                   | Local           | Resultado | Visitante       |
| 4 de mayo de 2018 | Estadio 5 de julio de 1962 (Argel) | MC Alger        | 1 - 1     | Difaa El Jadida |
| 5 de mayo de 2018 | Stade TP Mazembe (Lubumbashi)      | TP Mazembe      | 4 - 1     | ES Sétif        |
| 15 de mayo de 2018 | Stade El Abdi (El Jadida)          | Difaa El Jadida | 0 - 2     | TP Mazembe      |
| 15 de mayo de 2018 | Estadio 8 de mayo de 1945 (Sétif)  | ES Sétif        | 0 - 1     | MC Alger        |
| 17 de julio de 2018 | Stade TP Mazembe (Lubumbashi)      | TP Mazembe      | 1 - 0     | MC Alger        |
| 17 de julio de 2018 | Estadio 8 de mayo de 1945 (Sétif)  | ES Sétif        | 2 - 1     | Difaa El Jadida |
| 26 de julio de 2018 | Estadio 5 de julio de 1962 (Argel) | MC Alger        | 1 - 1     | TP Mazembe      |
| 26 de julio de 2018 | Stade El Abdi (El Jadida)          | Difaa El Jadida | 1 - 1     | ES Sétif        |
| 16 de agosto de 2018 | Stade El Abdi (El Jadida)          | Difaa El Jadida | 2 - 0     | MC Alger        |
| 16 de agosto de 2018 | Estadio 8 de mayo de 1945 (Sétif)  | ES Sétif        | 1 - 1     | TP Mazembe      |
| 27 de agosto de 2018 | Estadio 5 de julio de 1962 (Argel) | MC Alger        | 1 - 2     | ES Sétif        |
| 27 de agosto de 2018 | Stade TP Mazembe (Lubumbashi)      | TP Mazembe      | 1 - 1     | Difaa El Jadida |

### Grupo C
| Pos. | Equipo            | Pts. | PJ | G | E | P | GF | GC | Dif. | Clasificación    |
| ---- | ----------------- | ---- | -- | - | - | - | -- | -- | ---- | ---------------- |
| 1    | Wydad Casablanca  | 12   | 6  | 3 | 3 | 0 | 8  | 2  | +6   | Cuartos de final |
| 2    | Horoya Conakry    | 9    | 6  | 2 | 3 | 1 | 7  | 7  | 0    | Cuartos de final |
| 3    | Mamelodi Sundowns | 6    | 6  | 1 | 3 | 2 | 5  | 6  | −1   |                  |
| 4    | AS Togo-Port      | 4    | 6  | 1 | 1 | 4 | 4  | 9  | −5   |                  |

 Fuente: CAF
| \| Fecha \| Estadio (Ciudad) \| Local \| Resultado \| Visitante \| \| -------------------- \| ---------------------------------- \| ----------------- \| --------- \| ----------------- \| \| 5 de mayo de 2018 \| Stade Général Eyadema (Lomé) \| AS Togo-Port \| 1 - 2 \| Horoya Conakry \| \| 5 de mayo de 2018 \| Estadio Lucas Moripe (Pretoria) \| Mamelodi Sundowns \| 1 - 1 \| Wydad Casablanca \| \| 15 de mayo de 2018 \| Estadio Mohammed V (Casablanca) \| Wydad Casablanca \| 3 - 0 \| AS Togo-Port \| \| 22 de mayo de 2018 \| Estadio 28 de Septiembre (Conakry) \| Horoya Conakry \| 2 - 2 \| Mamelodi Sundowns \| \| 16 de julio de 2018 \| Stade Général Eyadema (Lomé) \| AS Togo-Port \| 1 - 0 \| Mamelodi Sundowns \| \| 16 de julio de 2018 \| Estadio 28 de Septiembre (Conakry) \| Horoya Conakry \| 1 - 1 \| Wydad Casablanca \| \| 26 de julio de 2018 \| Estadio Lucas Moripe (Pretoria) \| Mamelodi Sundowns \| 2 - 1 \| AS Togo-Port \| \| 26 de julio de 2018 \| Estadio Mohammed V (Casablanca) \| Wydad Casablanca \| 2 - 0 \| Horoya Conakry \| \| 16 de agosto de 2018 \| Estadio 28 de Septiembre (Conakry) \| Horoya Conakry \| 2 - 1 \| AS Togo-Port \| \| 16 de agosto de 2018 \| Estadio Mohammed V (Casablanca) \| Wydad Casablanca \| 1 - 0 \| Mamelodi Sundowns \| \| 27 de agosto de 2018 \| Estadio Lucas Moripe (Pretoria) \| Mamelodi Sundowns \| 0 - 0 \| Horoya Conakry \| \| 27 de agosto de 2018 \| Stade Général Eyadema (Lomé) \| AS Togo-Port \| 0 - 0 \| Wydad Casablanca \| |                                    |                   |           |                   |
| Fecha | Estadio (Ciudad)                   | Local             | Resultado | Visitante         |
| 5 de mayo de 2018 | Stade Général Eyadema (Lomé)       | AS Togo-Port      | 1 - 2     | Horoya Conakry    |
| 5 de mayo de 2018 | Estadio Lucas Moripe (Pretoria)    | Mamelodi Sundowns | 1 - 1     | Wydad Casablanca  |
| 15 de mayo de 2018 | Estadio Mohammed V (Casablanca)    | Wydad Casablanca  | 3 - 0     | AS Togo-Port      |
| 22 de mayo de 2018 | Estadio 28 de Septiembre (Conakry) | Horoya Conakry    | 2 - 2     | Mamelodi Sundowns |
| 16 de julio de 2018 | Stade Général Eyadema (Lomé)       | AS Togo-Port      | 1 - 0     | Mamelodi Sundowns |
| 16 de julio de 2018 | Estadio 28 de Septiembre (Conakry) | Horoya Conakry    | 1 - 1     | Wydad Casablanca  |
| 26 de julio de 2018 | Estadio Lucas Moripe (Pretoria)    | Mamelodi Sundowns | 2 - 1     | AS Togo-Port      |
| 26 de julio de 2018 | Estadio Mohammed V (Casablanca)    | Wydad Casablanca  | 2 - 0     | Horoya Conakry    |
| 16 de agosto de 2018 | Estadio 28 de Septiembre (Conakry) | Horoya Conakry    | 2 - 1     | AS Togo-Port      |
| 16 de agosto de 2018 | Estadio Mohammed V (Casablanca)    | Wydad Casablanca  | 1 - 0     | Mamelodi Sundowns |
| 27 de agosto de 2018 | Estadio Lucas Moripe (Pretoria)    | Mamelodi Sundowns | 0 - 0     | Horoya Conakry    |
| 27 de agosto de 2018 | Stade Général Eyadema (Lomé)       | AS Togo-Port      | 0 - 0     | Wydad Casablanca  |

### Grupo D
| Pos. | Equipo             | Pts. | PJ | G | E | P | GF | GC | Dif. | Clasificación    |
| ---- | ------------------ | ---- | -- | - | - | - | -- | -- | ---- | ---------------- |
| 1    | Étoile du Sahel    | 12   | 6  | 3 | 3 | 0 | 10 | 4  | +6   | Cuartos de final |
| 2    | Primeiro de Agosto | 9    | 6  | 2 | 3 | 1 | 6  | 5  | +1   | Cuartos de final |
| 3    | ZESCO United       | 6    | 6  | 1 | 3 | 2 | 7  | 6  | +1   |                  |
| 4    | Mbabane Swallows   | 4    | 6  | 1 | 1 | 4 | 3  | 11 | −8   |                  |

 Fuente: CAF
| \| Fecha \| Estadio (Ciudad) \| Local \| Resultado \| Visitante \| \| -------------------- \| ---------------------------------- \| ------------------ \| --------- \| ------------------ \| \| 5 de mayo de 2018 \| Estadio Levy Mwanawasa (Ndola) \| ZESCO United \| 1 - 1 \| Mbabane Swallows \| \| 5 de mayo de 2018 \| Estadio 11 de Novembro (Luanda) \| Primeiro de Agosto \| 1 - 1 \| Étoile du Sahel \| \| 15 de mayo de 2018 \| Centro Deportivo Mavuso (Manzini) \| Mbabane Swallows \| 1 - 0 \| Primeiro de Agosto \| \| 16 de mayo de 2018 \| Stade Olympique de Sousse (Sousse) \| Étoile du Sahel \| 2 - 1 \| ZESCO United \| \| 16 de julio de 2018 \| Estadio Levy Mwanawasa (Ndola) \| ZESCO United \| 0 - 0 \| Primeiro de Agosto \| \| 16 de julio de 2018 \| Centro Deportivo Mavuso (Manzini) \| Mbabane Swallows \| 0 - 3 \| Étoile du Sahel \| \| 26 de julio de 2018 \| Estadio 11 de Novembro (Luanda) \| Primeiro de Agosto \| 2 - 1 \| ZESCO United \| \| 26 de julio de 2018 \| Stade Olympique de Sousse (Sousse) \| Étoile du Sahel \| 2 - 0 \| Mbabane Swallows \| \| 16 de agosto de 2018 \| Stade Olympique de Sousse (Sousse) \| Étoile du Sahel \| 1 - 1 \| Primeiro de Agosto \| \| 16 de agosto de 2018 \| Centro Deportivo Mavuso (Manzini) \| Mbabane Swallows \| 0 - 3 \| ZESCO United \| \| 27 de agosto de 2018 \| Estadio 11 de Novembro (Luanda) \| Primeiro de Agosto \| 2 - 1 \| Mabane Swallows \| \| 27 de agosto de 2018 \| Estadio Levy Mwanawasa (Ndola) \| ZESCO United \| 1 - 1 \| Étoile du Sahel \| |                                    |                    |           |                    |
| Fecha | Estadio (Ciudad)                   | Local              | Resultado | Visitante          |
| 5 de mayo de 2018 | Estadio Levy Mwanawasa (Ndola)     | ZESCO United       | 1 - 1     | Mbabane Swallows   |
| 5 de mayo de 2018 | Estadio 11 de Novembro (Luanda)    | Primeiro de Agosto | 1 - 1     | Étoile du Sahel    |
| 15 de mayo de 2018 | Centro Deportivo Mavuso (Manzini)  | Mbabane Swallows   | 1 - 0     | Primeiro de Agosto |
| 16 de mayo de 2018 | Stade Olympique de Sousse (Sousse) | Étoile du Sahel    | 2 - 1     | ZESCO United       |
| 16 de julio de 2018 | Estadio Levy Mwanawasa (Ndola)     | ZESCO United       | 0 - 0     | Primeiro de Agosto |
| 16 de julio de 2018 | Centro Deportivo Mavuso (Manzini)  | Mbabane Swallows   | 0 - 3     | Étoile du Sahel    |
| 26 de julio de 2018 | Estadio 11 de Novembro (Luanda)    | Primeiro de Agosto | 2 - 1     | ZESCO United       |
| 26 de julio de 2018 | Stade Olympique de Sousse (Sousse) | Étoile du Sahel    | 2 - 0     | Mbabane Swallows   |
| 16 de agosto de 2018 | Stade Olympique de Sousse (Sousse) | Étoile du Sahel    | 1 - 1     | Primeiro de Agosto |
| 16 de agosto de 2018 | Centro Deportivo Mavuso (Manzini)  | Mbabane Swallows   | 0 - 3     | ZESCO United       |
| 27 de agosto de 2018 | Estadio 11 de Novembro (Luanda)    | Primeiro de Agosto | 2 - 1     | Mabane Swallows    |
| 27 de agosto de 2018 | Estadio Levy Mwanawasa (Ndola)     | ZESCO United       | 1 - 1     | Étoile du Sahel    |

## Fase final
En la etapa de cuartos de final, los ocho equipos juegan un torneo de eliminación. Los emparejamientos se juegan en casa y de visita. Si la puntuación total es igual después del segundo partido, se aplica la Regla del gol de visitante y si todavía se mantiene la igualdad, se van directo a los tiros desde el punto penal que se utilizan para determinar el ganador. No hay tiempo extra.

### Cuadro de desarrollo
|  | Cuartos de final        | Cuartos de final      | Cuartos de final      |   |                    | Semifinales       | Semifinales       | Semifinales       |  |  | Final              | Final              | Final              |
|  | 16 y 23 de septiembre   | 16 y 23 de septiembre | 16 y 23 de septiembre |   |                    | 3 y 24 de octubre | 3 y 24 de octubre | 3 y 24 de octubre |  |  | 2 y 9 de noviembre | 2 y 9 de noviembre | 2 y 9 de noviembre |
|  |                         |                       |                       |   |                    |                   |                   |                   |  |  |                    |                    |                    |
|  | Étoile du Sahel         | 1                     | 0                     |   |                    |                   |                   |                   |  |  |                    |                    |                    |
|  | Espérance de Tunis      | 2                     | 1                     |   |                    |                   |                   |                   |  |  |                    |                    |                    |
|  | Espérance de Tunis      | 2                     | 1                     |   | Espérance de Tunis | 0                 | 4                 |                   |  |  |                    |                    |                    |
|  |                         |                       |                       |   | Espérance de Tunis | 0                 | 4                 |                   |  |  |                    |                    |                    |
|  |                         | Primeiro de Agosto    | 1                     | 2 |                    |                   |                   |                   |  |  |                    |                    |                    |
|  | Mazembe                 | Primeiro de Agosto    | 1                     | 2 | 0                  | 1                 |                   |                   |  |  |                    |                    |                    |
|  | Mazembe                 |                       |                       |   | 0                  | 1                 |                   |                   |  |  |                    |                    |                    |
|  | Primeiro de Agosto (v.) | 0                     | 1                     |   |                    |                   |                   |                   |  |  |                    |                    |                    |
|  |                         |                       |                       |   |                    |                   |                   |                   |  |  | Espérance de Tunis | 1                  | 3                  |
|  |                         |                       | Al-Ahly               | 3 | 0                  |                   |                   |                   |  |  |                    |                    |                    |
|  | Wydad Casablanca        | 0                     | 0                     |   |                    |                   |                   |                   |  |  |                    |                    |                    |
|  | Sétif                   | 1                     | 0                     |   |                    |                   |                   |                   |  |  |                    |                    |                    |
|  | Sétif                   | 1                     | 0                     |   | Sétif              | 0                 | 2                 |                   |  |  |                    |                    |                    |
|  |                         |                       |                       |   | Sétif              | 0                 | 2                 |                   |  |  |                    |                    |                    |
|  |                         | Al-Ahly               | 2                     | 1 |                    |                   |                   |                   |  |  |                    |                    |                    |
|  | Al-Ahly                 | Al-Ahly               | 2                     | 1 | 0                  | 4                 |                   |                   |  |  |                    |                    |                    |
|  | Al-Ahly                 |                       |                       |   | 0                  | 4                 |                   |                   |  |  |                    |                    |                    |
|  | Horoya                  | 0                     | 0                     |   |                    |                   |                   |                   |  |  |                    |                    |                    |

### Cuartos de final
En los cuartos de final, los ganadores de cada grupo juegan contra los segundos de otro grupo, con el ganador de grupo cerrando la llave.
Horoya Conakry - Al-Ahly
| 14 de septiembre de 2018 | Horoya AC | 0:0     | Al-Ahly | Estadio 28 de Septiembre, Conakry                            |                                                              |
|                          |           | Reporte |         | Asistencia: 35.000 espectadores Árbitro(s): Youssef Essrayri | Asistencia: 35.000 espectadores Árbitro(s): Youssef Essrayri |

| 22 de septiembre de 2018 | Al-Ahly                                                 | 4:0 (1:0) | Horoya AC | Estadio Al-Salam, El Cairo                                 |                                                            |
|                          | Soliman 32' · Mohareb 53' · S. Mohsen 69' · Fathy 90+2' | Reporte   |           | Asistencia: 22.500 espectadores Árbitro(s): Bakary Gassama | Asistencia: 22.500 espectadores Árbitro(s): Bakary Gassama |

ES Sétif - Wydad Casablanca
| 14 de septiembre de 2018 | ES Sétif     | 1:0 (1:0) | Wydad Casablanca | Estadio 8 de mayo de 1945, Sétif                               |                                                                |
|                          | Diomande 16' | Reporte   |                  | Asistencia: 23.000 espectadores Árbitro(s): Eric Otogo-Castane | Asistencia: 23.000 espectadores Árbitro(s): Eric Otogo-Castane |

| 21 de septiembre de 2018 | Wydad Casablanca | 0:0     | ES Sétif | Estadio Mohammed V, Casablanca                              |                                                             |
|                          |                  | Reporte |          | Asistencia: 43.000 espectadores Árbitro(s): Bernard Camille | Asistencia: 43.000 espectadores Árbitro(s): Bernard Camille |

Primeiro de Agosto - TP Mazembe
| 15 de septiembre de 2018 | Primeiro de Agosto | 0:0     | TP Mazembe | Estadio 11 de Novembro, Luanda |                            |
|                          |                    | Reporte |            | Árbitro(s): Rédouane Jiyed     | Árbitro(s): Rédouane Jiyed |

| 21 de septiembre de 2018 | TP Mazembe | 1:1 (1:1) | Primeiro de Agosto | Stade TP Mazembe, Lubumbashi                                  |                                                               |
|                          | Muleka 12' | Reporte   | Bokamba 34'        | Asistencia: 17.000 espectadores Árbitro(s): Mehdi Abid Charef | Asistencia: 17.000 espectadores Árbitro(s): Mehdi Abid Charef |

Espérance de Tunis - Étoile du Sahel
| 15 de septiembre de 2018 | Espérance de Tunis        | 2:1 (1:1) | Étoile du Sahel | Stade Olympique de Radès, Túnez                                   |                                                                   |
|                          | Dhaouadi 2' · Derbali 77' | Reporte   | Jemal 28'       | Asistencia: 30.000 espectadores Árbitro(s): Bamlak Tessema Weyesa | Asistencia: 30.000 espectadores Árbitro(s): Bamlak Tessema Weyesa |

| 21 de septiembre de 2018 | Étoile du Sahel | 0:1 (0:0) | Espérance de Tunis | Stade Olympique de Sousse, Sousse                                          |                                                                            |
|                          |                 | Reporte   | Coulibaly 87'      | Asistencia: 25.000 espectadores Árbitro(s): Victor Miguel de Freitas Gomes | Asistencia: 25.000 espectadores Árbitro(s): Victor Miguel de Freitas Gomes |

### Semifinales
Al-Ahly - ES Sétif
| 2 de octubre de 2018 | Al-Ahly                               | 2:0 (2:0) | ES Sétif | Estadio Al-Salam, El Cairo        |                                   |
|                      | Walid Soliman 23' · Islam Mohareb 41' | Reporte   |          | Árbitro(s): Bamlak Tessema Weyesa | Árbitro(s): Bamlak Tessema Weyesa |

| 23 de octubre de 2018 | ES Sétif               | 2:1 (0:0) | Al-Ahly     | Estadio 8 de mayo de 1945, Sétif                                           |                                                                            |
|                       | Bakir 67' · Ghacha 72' | Reporte   | Soliman 61' | Asistencia: 25.000 espectadores Árbitro(s): Victor Miguel de Freitas Gomes | Asistencia: 25.000 espectadores Árbitro(s): Victor Miguel de Freitas Gomes |

Primeiro de Agosto - Espérance de Tunis
| 2 de octubre de 2018 | Primeiro de Agosto | 1:0 (0:0) | Espérance de Tunis | Estadio 11 de Novembro, Luanda                               |                                                              |
|                      | Buá 82'            | Reporte   |                    | Asistencia: 25.000 espectadores Árbitro(s): Maguette N'Diaye | Asistencia: 25.000 espectadores Árbitro(s): Maguette N'Diaye |

| 23 de octubre de 2018 | Espérance de Tunis                                        | 4:2 (2:1) | Primeiro de Agosto       | Stade Olympique de Radès, Túnez                           |                                                           |
|                       | Belaïli 16' (pen.) · Yacoubi 27' · Jouini 73' · Badri 85' | Reporte   | Geraldo 8' · Bokamba 64' | Asistencia: 45.000 espectadores Árbitro(s): Janny Sikazwe | Asistencia: 45.000 espectadores Árbitro(s): Janny Sikazwe |

### Final
Espérance de Tunis - Al-Ahly
| 2 de noviembre de 2018, 21:00 (UTC+2) | Al-Ahly                                       | 3:1 (1:0) | Espérance de Tunis | Estadio Borg El Arab, Alejandría                              |                                                               |
|                                       | Soliman 33' (pen.) 77' (pen.) · Al-Sulaya 58' | Reporte   | Belaïli 64' (pen.) | Asistencia: 60.000 espectadores Árbitro(s): Mehdi Abid Charef | Asistencia: 60.000 espectadores Árbitro(s): Mehdi Abid Charef |

| 9 de noviembre de 2018, 20:00 (UTC+1) | Espérance de Tunis                | 3:0 (1:0) | Al-Ahly | Stade Olympique de Radès, Radès                                   |                                                                   |
|                                       | S. Bguir 45+1' 54' · A. Badri 86' | Reporte   |         | Asistencia: 60.000 espectadores Árbitro(s): Bamlak Tessema Weyesa | Asistencia: 60.000 espectadores Árbitro(s): Bamlak Tessema Weyesa |

#### Ida
| 16         | POR        | Mohamed El-Shenawy |     |
| 12         | DEF        | Ayman Ashraf       |     |
| 3          | DEF        | Salif Coulibaly    |     |
| 20         | DEF        | Saad Samir         |     |
| 24         | DEF        | Ahmed Fathy        | 22' |
| 25         | MED        | Hossam Ashour      |     |
| 14         | MED        | Amr Al Sulaya      |     |
| 11         | MED        | Walid Soliman      |     |
| 5          | DEL        | Islam Mohareb      |     |
| 17         | DEL        | Ahmed Hamoudi      | 67' |
| 9          | DEL        | Walid Azarou       |     |
| Entrenador | Entrenador | Patrice Carteron   |     |

| 1          | POR        | Moez Ben Cherifia      |     |
| 26         | DEF        | Houcine Rabee          |     |
| 12         | DEF        | Khalil Chemmam         |     |
| 5          | DEF        | Chamseddine Dhaouadi   |     |
| 22         | DEF        | Sameh Derbali          |     |
| 30         | MED        | Franck Kom             |     |
| 15         | MED        | Fousseny Coulibaly     |     |
| 25         | MED        | Ghaylène Chaâlali      |     |
| 11         | DEL        | Mohamed Youcef Belaïli |     |
| 8          | DEL        | Anice Badri            |     |
| 29         | DEL        | Taha Yassine Khenissi  | 80' |
| Entrenador | Entrenador | Moïne Chaâbani         |     |

| 30 | DEF | Mohamed Hany  | 22' |
| 27 | MED | Mohamed Gaber | 67' |

| 28 | DEL | Bilel Mejri | 80' |

| Anotado · Penal | 33' | Walid Soliman | 1–0 |
| Anotado         | 57' | Amr Al Sulaya | 2–0 |
| Anotado · Penal | 77' | Walid Soliman | 3–1 |

| Anotado · Penal | 64' | Mohamed Youcef Belaïli | 2–1 |

| Amonestado | 22' | Saad Samir   |
| Amonestado | 87' | Mohamed Hany |

| Amonestado | 18' | Chamseddine Dhaouadi |
| Amonestado | 81' | Sameh Derbali        |
| Amonestado | 84' | Franck Kom           |

| Árbitro             | Mehdi Abid Charef       |
| Árbitros asistentes | Abdelhak Etchiali       |
| Árbitros asistentes | Jean Claude Birumushahu |
| Cuarto árbitro      | Eric Otogo-Castane      |
| Adicionales VAR     | Bakary Gassama          |
| Adicionales VAR     | El Hadji Samba          |
| Adicionales VAR     | Djibril Camara          |

| 16         | POR        | Mohamed El-Shenawy |     |
| 12         | DEF        | Ayman Ashraf       |     |
| 3          | DEF        | Salif Coulibaly    |     |
| 20         | DEF        | Saad Samir         |     |
| 24         | DEF        | Ahmed Fathy        | 22' |
| 25         | MED        | Hossam Ashour      |     |
| 14         | MED        | Amr Al Sulaya      |     |
| 11         | MED        | Walid Soliman      |     |
| 5          | DEL        | Islam Mohareb      |     |
| 17         | DEL        | Ahmed Hamoudi      | 67' |
| 9          | DEL        | Walid Azarou       |     |
| Entrenador | Entrenador | Patrice Carteron   |     |

| 1          | POR        | Moez Ben Cherifia      |     |
| 26         | DEF        | Houcine Rabee          |     |
| 12         | DEF        | Khalil Chemmam         |     |
| 5          | DEF        | Chamseddine Dhaouadi   |     |
| 22         | DEF        | Sameh Derbali          |     |
| 30         | MED        | Franck Kom             |     |
| 15         | MED        | Fousseny Coulibaly     |     |
| 25         | MED        | Ghaylène Chaâlali      |     |
| 11         | DEL        | Mohamed Youcef Belaïli |     |
| 8          | DEL        | Anice Badri            |     |
| 29         | DEL        | Taha Yassine Khenissi  | 80' |
| Entrenador | Entrenador | Moïne Chaâbani         |     |

| 30 | DEF | Mohamed Hany  | 22' |
| 27 | MED | Mohamed Gaber | 67' |

| 28 | DEL | Bilel Mejri | 80' |

| Anotado · Penal | 33' | Walid Soliman | 1–0 |
| Anotado         | 57' | Amr Al Sulaya | 2–0 |
| Anotado · Penal | 77' | Walid Soliman | 3–1 |

| Anotado · Penal | 64' | Mohamed Youcef Belaïli | 2–1 |

| Amonestado | 22' | Saad Samir   |
| Amonestado | 87' | Mohamed Hany |

| Amonestado | 18' | Chamseddine Dhaouadi |
| Amonestado | 81' | Sameh Derbali        |
| Amonestado | 84' | Franck Kom           |

| Árbitro             | Mehdi Abid Charef       |
| Árbitros asistentes | Abdelhak Etchiali       |
| Árbitros asistentes | Jean Claude Birumushahu |
| Cuarto árbitro      | Eric Otogo-Castane      |
| Adicionales VAR     | Bakary Gassama          |
| Adicionales VAR     | El Hadji Samba          |
| Adicionales VAR     | Djibril Camara          |

#### Vuelta
| 1          | POR        | Moez Ben Cherifia      |     |
| 22         | DEF        | Sameh Derbali          |     |
| 27         | DEF        | Mohamed Ali Yacoubi    |     |
| 12         | DEF        | Khalil Chemmam         |     |
| 20         | DEF        | Ayman Ben Mohamed      |     |
| 15         | MED        | Fousseny Coulibaly     |     |
| 25         | MED        | Ghailene Chaalali      |     |
| 8          | MED        | Anice Badri            |     |
| 18         | MED        | Saad Bguir             | 62' |
| 11         | MED        | Mohamed Youcef Belaïli | 80' |
| 29         | DEL        | Taha Yassine Khenissi  | 69' |
| Entrenador | Entrenador | Moïne Chaâbani         |     |

| 16         | POR        | Mohamed El-Shenawy |     |
| 30         | DEF        | Mohamed Hany       | 62' |
| 20         | DEF        | Saad Samir         |     |
| 3          | DEF        | Salif Coulibaly    |     |
| 12         | DEF        | Ayman Ashraf       |     |
| 25         | MED        | Hossam Ashour      |     |
| 14         | MED        | Amr Al Sulaya      | 75' |
| 11         | MED        | Walid Soliman      |     |
| 27         | MED        | Mohamed Gaber      | 62' |
| 5          | MED        | Islam Mohareb      |     |
| 18         | DEL        | Marwan Mohsen      |     |
| Entrenador | Entrenador | Patrice Carteron   |     |

| 26 | DEF | Houcine Rabii         | 62' |
| 9  | DEL | Bilel Mejri           | 69' |
| 28 | MED | Mohamed Amine Meskini | 80' |

| 2  | MED | Karim Walid   | 62' |
| 29 | DEL | Salah Mohsen  | 62' |
| 17 | MED | Ahmed Hamoudi | 75' |

| Anotado | 45+1' | Saad Bguir  | 1–0 |
| Anotado | 54'   | Saad Bguir  | 2–0 |
| Anotado | 86'   | Anice Badri | 3–0 |

| Amonestado | 25'   | Fousseny Coulibaly |
| Amonestado | 89'   | Moez Ben Cherifia  |
| Amonestado | 90+2' | Bilel Mejri        |

| Amonestado | 25' | Walid Soliman |

| Árbitro             | Bamlak Tessema Weyesa |
| Árbitros asistentes | Zakhele Thusi Siwela  |
| Árbitros asistentes | Waleed Ahmed Ali      |
| Cuarto árbitro      | Eric Otogo-Castane    |
| Adicionales VAR     | Bakary Gassama        |
| Adicionales VAR     | El Hadji Samba        |
| Adicionales VAR     | Djibril Camara        |

| 1          | POR        | Moez Ben Cherifia      |     |
| 22         | DEF        | Sameh Derbali          |     |
| 27         | DEF        | Mohamed Ali Yacoubi    |     |
| 12         | DEF        | Khalil Chemmam         |     |
| 20         | DEF        | Ayman Ben Mohamed      |     |
| 15         | MED        | Fousseny Coulibaly     |     |
| 25         | MED        | Ghailene Chaalali      |     |
| 8          | MED        | Anice Badri            |     |
| 18         | MED        | Saad Bguir             | 62' |
| 11         | MED        | Mohamed Youcef Belaïli | 80' |
| 29         | DEL        | Taha Yassine Khenissi  | 69' |
| Entrenador | Entrenador | Moïne Chaâbani         |     |

| 16         | POR        | Mohamed El-Shenawy |     |
| 30         | DEF        | Mohamed Hany       | 62' |
| 20         | DEF        | Saad Samir         |     |
| 3          | DEF        | Salif Coulibaly    |     |
| 12         | DEF        | Ayman Ashraf       |     |
| 25         | MED        | Hossam Ashour      |     |
| 14         | MED        | Amr Al Sulaya      | 75' |
| 11         | MED        | Walid Soliman      |     |
| 27         | MED        | Mohamed Gaber      | 62' |
| 5          | MED        | Islam Mohareb      |     |
| 18         | DEL        | Marwan Mohsen      |     |
| Entrenador | Entrenador | Patrice Carteron   |     |

| 26 | DEF | Houcine Rabii         | 62' |
| 9  | DEL | Bilel Mejri           | 69' |
| 28 | MED | Mohamed Amine Meskini | 80' |

| 2  | MED | Karim Walid   | 62' |
| 29 | DEL | Salah Mohsen  | 62' |
| 17 | MED | Ahmed Hamoudi | 75' |

| Anotado | 45+1' | Saad Bguir  | 1–0 |
| Anotado | 54'   | Saad Bguir  | 2–0 |
| Anotado | 86'   | Anice Badri | 3–0 |

| Amonestado | 25'   | Fousseny Coulibaly |
| Amonestado | 89'   | Moez Ben Cherifia  |
| Amonestado | 90+2' | Bilel Mejri        |

| Amonestado | 25' | Walid Soliman |

| Árbitro             | Bamlak Tessema Weyesa |
| Árbitros asistentes | Zakhele Thusi Siwela  |
| Árbitros asistentes | Waleed Ahmed Ali      |
| Cuarto árbitro      | Eric Otogo-Castane    |
| Adicionales VAR     | Bakary Gassama        |
| Adicionales VAR     | El Hadji Samba        |
| Adicionales VAR     | Djibril Camara        |

|                            |
| Bandera de Túnez           |
| Espérance de Tunis Campeón |
| 3.° título                 |

## Máximos goleadores
| Jugador          | Club               | Goles | PJ |
| ---------------- | ------------------ | ----- | -- |
| Anice Badri      | Espérance de Tunis | 8     | 16 |
| Hamid Ahaddad    | Difaa El Jadida    | 7     | 10 |
| Lazarous Kambole | ZESCO United       | 7     | 10 |
| Ben Malango      | TP Mazembe         | 7     | 10 |

## Premios
| Posición Final       | Premio Monetario |
| -------------------- | ---------------- |
| Campeón              | US$2.5 millones  |
| Finalista            | US$1.25 millones |
| Semifinalistas       | US$800,000       |
| Cuartos de final     | US$650,000       |
| 3º en fase de grupos | US$550,000       |
| 4º en fase de grupos | US$550,000       |

Nota: Las asociaciones de fútbol reciben el equivalente al 5% del premio obtenido logrado por los clubes.